# Fort Decaen
La Feste Schwerin, rebaptisé fort Decaen par les Français en 1919, est un ouvrage militaire situé près de Metz. Il fait partie de la première ceinture fortifiée des forts de Metz et connut son baptême du feu, fin 1944, lors de la bataille de Metz.

## Contexte historique
La première ceinture fortifiée de Metz se compose des forts de Saint-Privat (1870), de Queuleu (1867), des Bordes (1870), de Saint-Julien (1867), Gambetta, Déroulède, Decaen, de Plappeville (1867) et du Saint-Quentin (1867), la plupart inachevés ou simplement à l’état de projet en 1870, lorsque la Guerre Franco-prussienne éclate. Pendant l’Annexion, Metz, dont la garnison allemande oscillera entre 15 000 et 20 000 hommes au début de la période, et dépassera 25 000 hommes avant la Première Guerre mondiale, devient progressivement la première place forte du Reich allemand.

## Construction et aménagements
Le Feste Schwerin est conçu dans l’esprit des « forts détachés », concept développé par Hans Alexis von Biehler en Allemagne. Le but était de former une enceinte discontinue autour de Metz faite de forts d’artillerie espacés d’une portée de canons. Le fort est construit par les ingénieurs allemands entre 1878 et 1880.

## Affectations successives
À partir de 1890, la relève dans les forts est assurée par les troupes du XVIe Corps d’Armée stationnées à Metz et à Thionville. Investi par l’armée française en 1919, le fort Schwerin est rebaptisé fort Decaen. Il est repris en 1940 par les Allemands. L’armée allemande occupe le fort de 1940 à 1944.  Le fort Decaen est aujourd’hui désaffecté.

## Seconde Guerre mondiale
Début septembre 1944, au début de la bataille de Metz, le commandement allemand l’intègre au dispositif défensif mis en place autour de Metz. Le 2 septembre 1944, Metz est en effet déclarée forteresse du Reich par Hitler. La place forte doit donc être défendue jusqu’à la dernière extrémité par les troupes allemandes, dont les chefs ont tous prêté serment au Führer. Le lendemain, 3 septembre 1944, les troupes du général Krause prennent position sur une ligne allant de Pagny-sur-Moselle à Mondelange, en passant à l’ouest de Metz par Chambley, Mars-la-Tour, Jarny et Briey. Après un premier repli opéré le 6 septembre 1944, les lignes allemandes s’appuient maintenant solidement sur les forts de Metz.
Le 9 novembre 1944, en guise de prélude à l’offensive sur Metz, pas moins de 1 299 bombardiers lourds B-17 et B-24 déversent 3 753 tonnes de bombes, de 1 000 à 2 000 livres, sur les ouvrages fortifiés et les points stratégiques situés dans la zone de combat de la IIIe armée. La plupart des bombardiers ayant largué leurs bombes sans visibilité, à plus de 20 000 pieds, les objectifs militaires ont souvent été manqués. À Metz, les 689 chargements de bombes destinés à frapper sept forts désignés comme des cibles prioritaires, ne firent que des dégâts collatéraux, prouvant une fois de plus l’inadéquation des bombardements massifs sur des objectifs militaires.
Le fort Jeanne-d’Arc fut le dernier des forts de Metz à se rendre. La résistance allemande, déterminée, les intempéries et les inondations, inopportunes, ainsi qu’une tendance générale à mésestimer la puissance de feu des fortifications de Metz, ont contribué à ralentir l’offensive américaine, donnant l’occasion à l’armée allemande de se retirer en bon ordre vers la Sarre. L’objectif de l’état-major allemand, qui était de gagner du temps en fixant le plus longtemps possible les troupes américaines en avant de la ligne Siegfried, sera donc largement atteint.